# الجريمة في البحرين

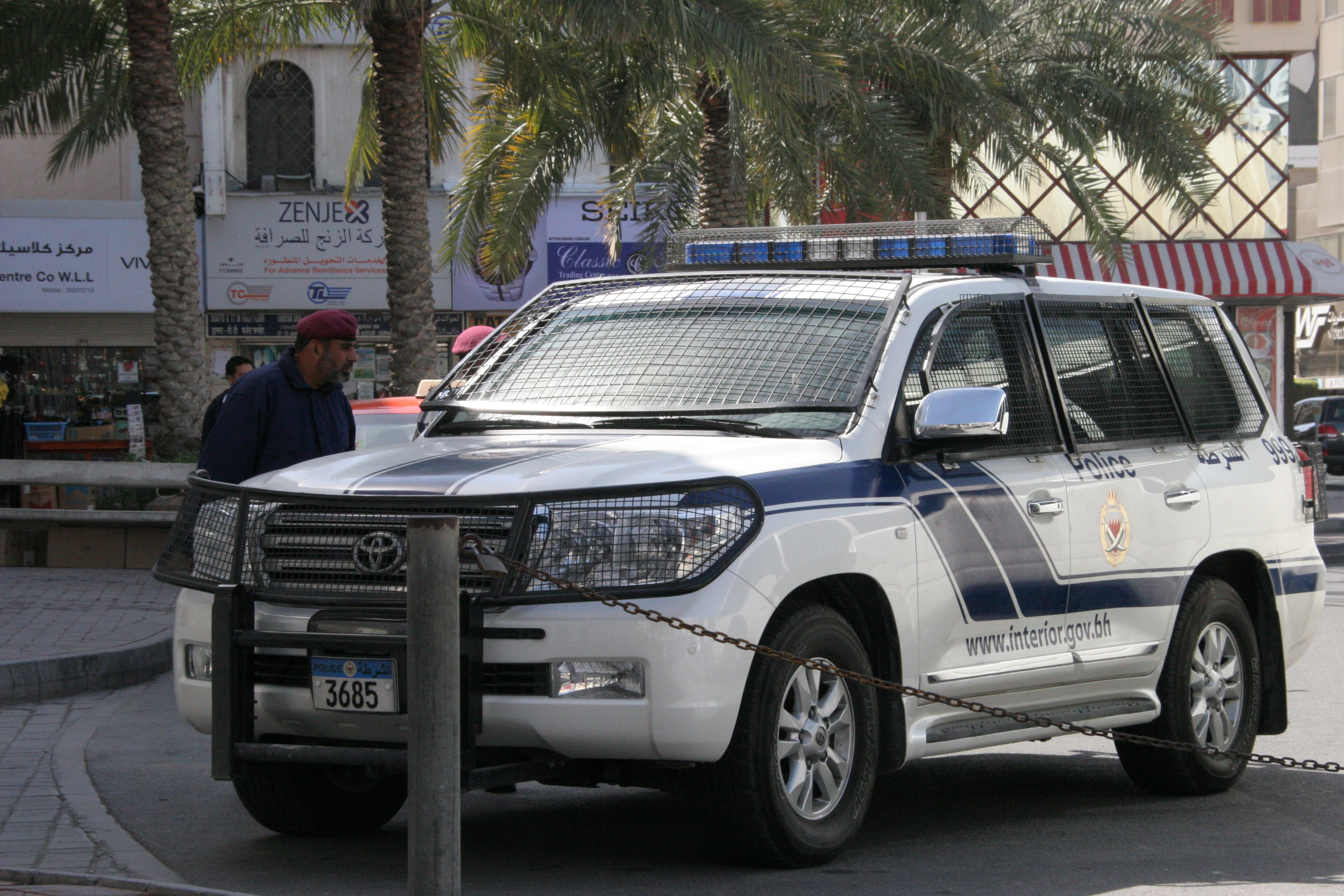

الجريمة في البحرين معدلها منخفض. وردت تقارير عن وقوع جرائم صغيرة مثل النشل وخطف الحقائب خاصة في مناطق الأسواق القديمة. حوادث الجريمة العنيفة غير شائعة ولكنها تزداد. الكثير من الجرائم يتم ارتكابها من قبل عدد كبير من سكان جنوب آسيا من العمال المقيمين. على الرغم من صغر حجمها إلا أن هناك سوقا متزايدة للأدوية تحت الأرض في البلاد. بحسب إميل نخلة فإن حوالي 65٪ من جرائم العنف والسرقة يرتكبها مواطنون أجانب يقيمون في البحرين.
حلل كل من شاريس تيا ماريا كوستون وفريدا أدلر في كتابهما «إضعاف المجموعات الضعيفة» الأسباب الكامنة وراء انخفاض معدل الجريمة في البحرين. إن مجتمع البحرين يتبع تعاليم القرآن. إن القرآن يؤثر على البيئة السياسية والاقتصادية والاجتماعية. الإسلام الذي هو الأكثر أهمية في بنية المجتمع البحريني يعلم أن المخالفات سوف تؤدي إلى سقوط المجتمعات ومحاولة اقتلاع الجريمة من خلال ممارسة نفوذها على الضمير البشري. يتم تحليل هذا الاستيعاب الداخلي لدين الإسلام باعتباره سببا وراء السلوك الملتزم بالقانون بين الشعب البحريني حيث يعتبر انتهاك القانون انتهاكا لمبادئ الله.
البحرين مقصد للرجال والنساء المتاجر بهم لأغراض الاسترقاق القسري والاستغلال الجنسي التجاري. الرجال والنساء من أفريقيا وجنوب آسيا وجنوب شرق آسيا يهاجرون طوعا إلى البحرين للعمل كعمال أو خدم منازل حيث يواجه البعض شروطا للعبودية غير الطوعية مثل الحجب غير القانوني لجوازات السفر والقيود المفروضة على الحركات وعدم دفع الأجور والتهديدات الجسدية أو العنف الجنسي. يجري الاتجار بالنساء من أوروبا الشرقية وآسيا الوسطى وبلد من جنوب شرق آسيا مثل تايلند وشمال أفريقيا مثل المغرب إلى البحرين بغرض الاستغلال الجنسي التجاري.
التهديد بالهجوم الإرهابي هو مصدر قلق. أبلغت وزارة الخارجية والتجارة في حكومة أستراليا المسافرين «بممارسة درجة عالية من الحذر في البحرين» بسبب التهديد الشديد للإرهاب. وفقا لوزارة الخارجية والتجارة يمكن للإرهابيين استهداف مناطق التسوق ومحلات السوبر ماركت والسفارات والفنادق والمطاعم والنوادي ودور السينما والمسارح والمدارس ودور العبادة والأحداث الترفيهية في الهواء الطلق والمناطق السياحية.
في مؤشر مدركات الفساد لعام 2016 احتلت البحرين المرتبة 70 من أصل 176 بلدا للفساد (أقل البلدان الفاسدة في أعلى القائمة). على مقياس من 0 إلى 10 مع 0 الأكثر فسادا و 10 الأكثر شفافية صنفت منظمة الشفافية الدولية البحرين 5.0.